# La marcha
La marcha es una película que fue transmitida por la BBC One para "One world week" en 1990. Trata sobre un carismático líder de Sudán que lidera a 250.000 africanos a través de 3.000 millas (4.800 km) hacia Europa bajo el eslogan: "Somos pobres porque vosotros sois ricos".

## Reparto
- Malick Bowens es Isa El-Mahdi
- Juliet Stevenson es Clare Fitzgerald
- Joseph Mydell es Marcus Brown
- Dermot Crowley es Roy Cox
- Jean-Claude Bouillon es J.M. Limonier
- Sverre Anker Ousdal es Tom Epps

- Datos: Q1195729